# Mällsten
Mällsten är en ö som ligger i Danziger gatt i Stockholms södra skärgård. Mällsten omnämns som Mæthelstein i Kung Valdemars segelled. Här bedrevs hamnfiske redan under medeltiden och Mällsten är också ett av de ursprungliga kronohamnsfiskena. På 1870-talet inköpte staten ön för att användas som förrådsplats för lotsverkets fyr på Måsknuv.

## Batteri Mellsten

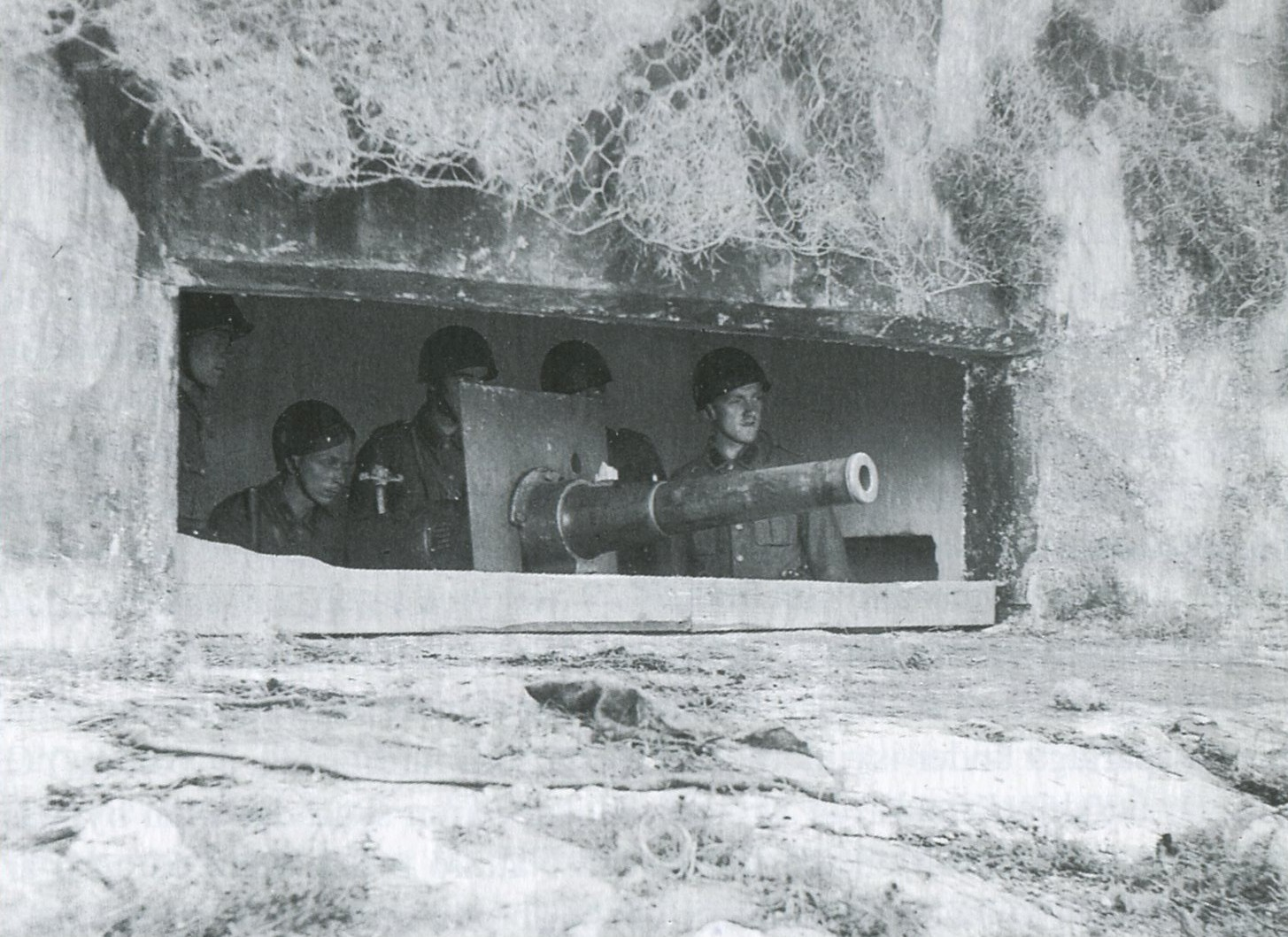
Batteri Mellsten 2, 1940.

År 1936 påbörjades sprängsningsarbetena för anläggandet av "batteri Mellsten" (batteri MS) med tre batterier (M1, M2 och M3), som ingick i den så kallade Havsbandslinjen. 1936 anlades "spärren Mellsten". Under andra världskriget tog militären över ön som fick bli bas för en av kustartilleriets spärrbataljoner. I soldatmun fick ön namnet ”Melkatraz” eller ”Taggtråds-Hawaii”, på grund av de omfattande taggtrådshindren som omgav ön. Soldaterna ansåg det vara straffkommendering att få sin tjänstgöring förlagd till Mällsten.
Ön har flera logement bestående av röda träbyggnader och bergrum, det finns även gott om bergrum på ön där det har bedrivs ubåtsspaning.
Det var från minkontrollstationen på Mällsten som man 12 oktober 1982 lyckades spela in ljudet av en främmande undervattensfarkost på väg ut ur Mysingen. Senare analyser av FOI pekar på att det i stället skulle kunna vara en charterskuta.
Mällsten är fortfarande ett militärt skyddsobjekt. Därför råder landstigningsförbud på ön.